# Rogelio Martínez Furé
Rogelio Martínez Furé (Matanzas, Cuba; 28 de agosto de 1937-La Habana, 10 de octubre de 2022) fue un escritor, etnólogo y folclorista cubano, fundador del Conjunto Folklórico Nacional y Premio Nacional de Literatura de Cuba en 2015.

## Trayectoria
Martínez Furé estudió los orígenes y difundió la tradición musical cubana y las danzas de origen africano de su Cuba natal y otras regiones de América, contribuyendo especialmente con la fundación del Conjunto Folklórico Nacional, extensa labor por la que fue premiado con diversos galardones. Fue autor de una docena de libros, destacando Poesía anónima africana (1968), Diwan africano (1988) y Brizna de la memoria (2004); así como de artículos para la prensa y algunas composiciones musicales.

## Premios
- Doctor honoris causa del Instituto Superior de Arte en La Habana.
- Premio Provincial de la Música José White que otorga la Asociación de Músicos de la Unión de Escritores y Artistas de Cuba (UNEAC), en Matanzas.
- Premio Nacional de Investigación Cultural.[3]
- Premio Nacional de Danza en 2002.[4]
- Premio Nacional de Literatura de Cuba en 2015.[5]